# Godgory
Godgory — шведская музыкальная группа, игравшая мелодичный дэт-метал. Образована в августе 1992 года Эриком Андерссоном (ударные) и Матте Андерссоном (вокал), не являющимися родственниками.

## История
Сначала Godgory играли только кавер-версии песен таких групп, как Napalm Death, Entombed, Cemetary, Unleashed и Grave. Это продолжалось вплоть до апреля 1994 года, когда на студии Unisound была записана дебютная демозапись, получившая название «Demo-94».
Они разослали свои демозаписи на звукозаписывающие студии и в журналы по всему миру и получили очень хороший отзыв. Одна звукозаписывающая студия захотела подписать с Godgory контракт на запись полноформатного CD, так они снова вернулись на Ubisound в ноябре 1994 года и записали альбом «Sea Of Dreams», они записали его за один уик-энд, работая во «внеурочное» время. Сделка с этим лейблом покрылась туманом, так как Godgory оставили запись полноформатного CD и лейбл. Они решили разослать кассету студиям с вопросом о желании издать альбом. Invasion Records из Германии изъявила желание издать альбом Godgory и подписала с ними контракт на «более чем один альбом».
«Sea Of Dreams» получил очень хорошие рецензии в журналах по всему миру и был продан тиражом около 5 000 копий. Godgory захотели доказать, что они могут записать альбом лучше предыдущего, так в октябре 1996 года они вернулись снова на Ubisound и записали новый альбом «Shadow’s Dance». В это время в группе было шесть участников и Томас Хедер на клавишах. Они провели 3 недели в студии и записали каждый инструмент отдельно, не так как на «Sea Of Dreams». «Shadow’s Dance» также получил очень хорошие рецензии и поднялся на 7 место списка Rockhards Dynamite. «Shadow’s Dance» был продан тиражом около 10 000 копий.

## Новое становление
После того, как Godgory записали «Shadow’s Dance», Эрик и Матэ поняли, что было бы лучше позволить 3 участникам уйти из Godgory: Микаэль Дальквист — гитара, Фредрик Даниэльссон — бас и Тумас Хедер — клавиши. Они участвовали в других группах, которым отдавали более высокий приоритет. Эрик и Матте нуждались в участниках, которые могли бы на 100 % сконцентрироваться на Godgory. Стефан Грундель (ранее Ульссон) ритм-гитарист покинул Godgory, чтобы сосредоточиться на собственном образовании. Итак остались только Эрик и Матте, без участников и без контракта. Godgory услышали, что Nuclear Blast интересовалась ими. Godgory подписали контракт с Nuclear Blast. В мае 1998 года Godgory записали одну новую песню для сборника Nuclear Blast «Beauty in darkness vol 3», песня называлась «Conspiracy of silence». Они записывали в студии «Fasaden», которая находится в 80 километрах от родного города Godgory Карлстада. С тех пор как Godgory остались без участников, они спрашивали своих бывших участников Микаэля Дальквиста (Гитара) и Тумаса Хедера (клавиши) будет ли у них время помочь им в студии, они приняли предложение и получилась хорошая работа. Godgory решили использовать эту студию для записи своего третьего альбома «Ressurection». Так в октябре 1998 года они снова вернулись в студию «Fasaden» и провели в ней 5 недель. Микаэль и Тумас в это время были сессионными музыкантами. Godgory также пригласили Фредрика Ульссона как декламатора, с тех пор как он написал много текстов для Godgory, они решили что было бы не плохо дать ему возможность говорить шепотом вместе с гроул-партиями Матте. Это сработало на отлично. «Ressurection» был выпущен в мае 1999 года и получил хорошие рецензии от журналов со всего мира и поднялся на 8 строчку списка Rockhard Dynamite.
Через два года после выхода Resurrection группа вошла в студию Fredman, чтобы записать свой четвертый альбом, Way Beyond, с известным продюсером Фредриком Нордстремом. Микаэль Дальквист, Тумас Хедер и Фредрик Олссон снова присоединились к группе на сессионной основе, вместе с участником World of Silence Хенриком Линдстремом на гитарах и басу. Также для этого альбома Эрик переключился с барабанов на клавишные, и альбом был записан с запрограммированными барабанами. Релиз альбома Way Beyond состоялся в октябре 2001 года.
В 2004 году группа прекратила свое существование.

## Дискография
- Demo ’94 (демо, 1994)
- Sea of Dreams (Invasion Records, 1995)
- Shadow’s Dance (Invasion Records, 1996)
- Resurrection (Nuclear Blast, 1999)
- Way Beyond (Nuclear Blast, 2001)